# Klausaurach
Klausaurach (bis 1875 in der Schreibweise Clausaurach) ist ein Gemeindeteil des Marktes Markt Erlbach im Landkreis Neustadt an der Aisch-Bad Windsheim (Mittelfranken, Bayern). Die Gemarkung Klausaurach hat eine Fläche von 6,139 km². Sie ist in 606 Flurstücke aufgeteilt, die eine durchschnittliche Fläche von 10.129,87 m² haben. In ihr liegen neben dem namensgebenden Ort die Gemeindeteile Mettelaurach und Rimbach.

## Geografie
Durch das Dorf fließt die Mittlere Aurach. Der Fischstubengraben mündet dort als rechter und der Hardgraben als linker Zufluss in die Mittlere Aurach. 0,5 km westlich des Ortes erhebt sich der Eichelberg, dahinter liegt das Waldgebiet Rödelsee. 0,5 km südöstlich liegt das Sandfeld.
Die Kreisstraße NEA 24 führt nach Rimbach (0,9 km nördlich) bzw. nach Linden zur Staatsstraße 2252 (1,6 km südlich). Eine Gemeindeverbindungsstraße führt nach Mettelaurach (1,1 km östlich).

## Geschichte
Der Ort wurde 1402 in einer Urbar als „Klausvrach“ erstmals schriftlich erwähnt. Im Jahre 1464 wurde der Ort als „Obernawarach“ erwähnt. Dieser Ortsname dürfte der ursprünglichere sein und wurde erst umgeändert, seitdem es im Ort eine Kapelle gab mit dem Patrozinium auf den Heiligen Nikolaus. Das Kloster Heilsbronn erwarb dort Gülten.
Gegen Ende des 18. Jahrhunderts gab es in Klausaurach neun Anwesen. Das Hochgericht südlich der Aurach übte das brandenburg-bayreuthische Stadtvogteiamt Markt Erlbach aus, nördlich der Aurach das Stadtvogteiamt Neustadt an der Aisch. Die Dorf- und Gemeindeherrschaft hatte das Stadtvogteiamt Markt Erlbach. Grundherren waren das Stadtvogteiamt Markt Erlbach (5 Höfe, 1 Gut), die Pfarrei Markt Erlbach (1 Gut, 1 Häuslein) und das Spital Neustadt an der Aisch (1 Höflein).
Von 1797 bis 1810 unterstand der Ort dem Justizamt Markt Erlbach und Kammeramt Neuhof. Im Jahre 1810 kam Klausaurach an das Königreich Bayern. Im Rahmen des Gemeindeedikts wurde es dem 1811 gebildeten Steuerdistrikt Linden und der 1813 gebildeten Ruralgemeinde Linden zugeordnet. Mit dem Zweiten Gemeindeedikt (1818) entstand die Ruralgemeinde Klausaurach, zu der Mettelaurach gehörte. Sie war in Verwaltung und Gerichtsbarkeit dem Landgericht Markt Erlbach zugeordnet und in der Finanzverwaltung dem Rentamt Ipsheim. Ab 1862 gehörte Klausaurach zum Bezirksamt Neustadt an der Aisch (1939 in Landkreis Neustadt an der Aisch umbenannt) und ab 1856 zum Rentamt Markt Erlbach (1919–1929: Finanzamt Markt Erlbach, 1929–1972: Finanzamt Neustadt an der Aisch, seit 1972: Finanzamt Uffenheim). Die Gerichtsbarkeit blieb beim Landgericht Markt Erlbach (1879 in Amtsgericht Markt Erlbach umbenannt), von 1959 bis 1972 war das Amtsgericht Fürth zuständig, seitdem ist es das Amtsgericht Neustadt an der Aisch. Die Gemeinde hatte 1964 eine Gebietsfläche von 5,233 km².
Am 1. Januar 1972 wurde Klausaurach im Zuge der Gebietsreform in Bayern nach Markt Erlbach eingemeindet.

## Einwohnerentwicklung
Gemeinde Klausaurach
| Jahr      | 1818   | 1840   | 1852  | 1855  | 1861   | 1867   | 1871   | 1875   | 1880   | 1885   | 1890   | 1895  | 1900   | 1905  | 1910   | 1919  | 1925   | 1933  | 1939  | 1946  | 1950   | 1952  | 1961   | 1970   |
| Einwohner | 146    | 186    | 188   | 183   | 199    | 183    | 170    | 166    | 165    | 174    | 156    | 157   | 162    | 168   | 160    | 141   | 136    | 134   | 132   | 203   | 195    | 182   | 141    | 129    |
| Häuser    | 28     | 30     |       |       |        |        | 27     |        |        | 32     | 29     |       | 32     |       |        |       | 26     |       |       |       | 28     |       | 27     |        |
| Quelle    | [ 17 ] | [ 18 ] | [ 2 ] | [ 2 ] | [ 19 ] | [ 20 ] | [ 21 ] | [ 22 ] | [ 23 ] | [ 24 ] | [ 25 ] | [ 2 ] | [ 26 ] | [ 2 ] | [ 27 ] | [ 2 ] | [ 28 ] | [ 2 ] | [ 2 ] | [ 2 ] | [ 29 ] | [ 2 ] | [ 13 ] | [ 30 ] |

Ort Klausaurach
| Jahr      | 001818 | 001840 | 001861 | 001871 | 001885 | 001900 | 001925 | 001950 | 001961 | 001970 | 001987 | 002017 | 002023 |
| Einwohner | 59     | 83     | 77     | 78     | 76     | 79     | 73     | 104    | 82     | 79     | 72     | *56    | *47    |
| Häuser    | 12     | 14     |        |        | 16     | 15     | 14     | 16     | 16     |        | 16     |        |        |
| Quelle    | [ 17 ] | [ 18 ] | [ 19 ] | [ 21 ] | [ 24 ] | [ 26 ] | [ 28 ] | [ 29 ] | [ 13 ] | [ 30 ] | [ 31 ] |        | [ 1 ]  |

## Religion
Der Ort ist seit der Reformation evangelisch-lutherisch geprägt und bis heute nach St. Kilian (Markt Erlbach) gepfarrt. Die Katholiken gehören zur Kirchengemeinde Maria Namen (Markt Erlbach), die ursprünglich eine Filiale von St. Michael (Wilhermsdorf) war und seit 2019 eine Filiale von St. Johannis Enthauptung (Neustadt an der Aisch) ist.

## Wanderwege
Durch den Ort führt der Fernwanderweg Aurach-Weg.